# Ari Vallin
Ari Vallin (* 21. März 1978 in Ylöjärvi) ist ein ehemaliger finnischer Eishockeyspieler, der in Europa für eine Vielzahl von Verein aktiv war. In seiner 20-jährigen Karriere gewann er sechsmal den finnischen und einmal den schwedischen Meistertitel.

## Karriere
Ari Vallin begann seine Karriere als Eishockeyspieler in der Nachwuchsabteilung von Tappara Tampere, für dessen Profimannschaft er von 1996 bis 1998 in der SM-liiga, der höchsten finnischen Spielklasse, aktiv war. In diesem Zeitraum spielte er als Leihspieler parallel für Koo-Vee und Hermes Kokkola in der zweitklassigen I-divisioona. Zur Saison 1998/99 wechselte der Verteidiger zu HPK Hämeenlinna, ehe er zu seinem Heimatverein Tappara Tampere zurückkehrte. In der Saison 2000/01 spielte er erneut für den HPK Hämeenlinna. Zur Saison 2001/02 wurde er von Jokerit Helsinki verpflichtet, mit dem er auf Anhieb Finnischer Meister wurde. In der folgenden Spielzeit gewann er mit Jokerit auf europäischer Ebene den IIHF Continental Cup.
Von 2003 bis 2006 spielte Vallin für Kärpät Oulu. Mit der Mannschaft gewann er in den Spielzeiten 2003/04 und 2004/05 ebenfalls den finnischen Meistertitel. In der Saison 2006/07 begann er bei den Rochester Americans in der American Hockey League, ehe er als Leihspieler für den Frölunda HC in der schwedischen Elitserien und den EHC Visp in der Schweizer Nationalliga B auflief. Zur Saison 2007/08 erhielt er einen Vertrag bei Lokomotive Jaroslawl aus der russischen Superliga, mit dem er erst im Playoff-Finale an Salawat Julajew Ufa scheiterte. Von 2008 bis 2010 spielte er erneut in der schwedischen Elitserien, diesmal jedoch für den Färjestad BK, mit dem er in der Saison 2008/09 den schwedischen Meistertitel gewann.
Zur Saison 2010/11 kehrte Vallin nach vier Jahren im Ausland in seine finnische Heimat zurück und schloss sich HIFK Helsinki an, mit dem er ebenfalls auf Anhieb Meister wurde. In der Saisonvorbereitung trat er zudem mit dem HIFK in der European Trophy an. Im weiteren Saisonverlauf kam er auch zu einem Einsatz als Leihspieler für Kiekko-Vantaa in der Mestis. Für die folgende Spielzeit wurde er von den Espoo Blues verpflichtet, ehe er im Juni 2012 zum HC Sparta Prag wechselte. Für Sparta absolvierte er bis Januar 2013 31 Einsätze in der Extraliga und wurde anschließend an den Färjestad BK abgegeben.
Im April 2013 wurde Vallin erneut von Kärpät Oulu unter Vertrag genommen, mit dem er 2014 und 2015 jeweils die finnische Meisterschaft gewann. Seine letzte Station als Spieler war in der Saison 2015/16 KooKoo, ehe er seine Karriere im Oktober 2016 beendete.

### International
Für Finnland nahm Vallin im Juniorenbereich an der U18-Junioren-Europameisterschaft 1996 sowie der U20-Junioren-Weltmeisterschaft 1998 teil. Bei der U18-EM 1996 gewann er mit seiner Mannschaft die Silber-, bei der U20-WM 1998 die Goldmedaille. Im Seniorenbereich stand er in den Jahren 2007 und 2009 im Aufgebot seines Landes bei der Euro Hockey Tour.

## Erfolge und Auszeichnungen
- 2002 Finnischer Meister mit Jokerit Helsinki
- 2003 IIHF-Continental-Cup-Gewinn mit Jokerit Helsinki
- 2004 Finnischer Meister mit Kärpät Oulu
- 2005 Finnischer Meister mit Kärpät Oulu
- 2008 Russischer Vizemeister mit Lokomotive Jaroslawl
- 2009 Schwedischer Meister mit dem Färjestad BK
- 2011 Finnischer Meister mit HIFK Helsinki
- 2014 Finnischer Meister mit Kärpät Oulu
- 2015 Finnischer Meister mit Kärpät Oulu

### International
- 1996 Silbermedaille bei der U18-Junioren-Europameisterschaft
- 1998 Goldmedaille bei der U20-Junioren-Weltmeisterschaft

## Statistik
(Stand: Ende der Saison 2015/16)